# Lee Seung-hoon (boxe anglaise)
Seung Hoon Lee est un boxeur sud-coréen né le 26 juillet 1960 à Séoul.

## Carrière
Champion de Corée du Sud des poids mouches en 1978, il échoue à 3 reprises pour un titre mondial majeur dans 3 catégories différentes avant de remporter le titre vacant de champion du monde des poids super-coqs IBF le 18 janvier 1987 en battant par arrêt de l'arbitre au 9e round Prayurasak Muangsurin. Lee conserve sa ceinture IBF face à Jorge Urbina Diaz, Leon Collins et Jose Sanabria puis est contraint de la laisser vacante en 1988. Il fait ensuite match nul contre Daniel Zaragoza lors d'un championnat WBC des super-coqs puis met un terme à sa carrière en 1989 sur un bilan de 45 victoires, 6 défaites et 1 match nul.

## Référence
1. ↑  (en) 1987-01-18 Seung-Hoon Lee w rsc 9 (15) Prayurasak Muangsurin, Indoor Gym, Pohang, South Korea - IBF (boxrec.com)